# عدد حقيقي ممتاز
في الرياضيات، مجموعة الأعداد الحقيقية الممتازة (بالإنجليزية: Superreal numbers)‏، هي زمرة أكثر شمولاً من زمرة الأعداد الحقيقية الفائقة. وضع هذا المصطلح العالمان ديلز ووودن.